# Rayburn House Office Building
Le Rayburn House Office Building (RHOB) est un immeuble de bureaux gouvernemental pour la Chambre des représentants des États-Unis dans le quartier de Capitol Hill à  Washington, entre South Capitol Street (en) et First Street.
Le RHOB porte le nom de l'ancien président de la Chambre des représentants des États-Unis Sam Rayburn.